# Myriads
Myriads é uma banda norueguesa de música, cujo género é uma fusão de música Rock, Metal e Clássica, tendo dois CDs lançados:Introspection e In Spheres Without time.
O Myriads foi formado em setembro de 1997, em Stavanger, na costa oeste da Noruega. A banda era formada por Alexander Twiss (guitarra e vocal), Mona Undheim Skottene (vocal e teclados), J.P. (guitarra), Rudi Jünger (bateria e percussão), e Mikael Stokdal (vocal e teclado).A banda ainda não possuía baixista fixo, para isso foi chamado Knud Kleppe para a gravação.

## Projectos anteriores
Anteriormente, Alexander tocava em uma banda local chamada Overfloater, e, juntamente com Mona, contribuíram com o Twin Obscenity no período de novembro de 1997 a julho de 1998, ambos participaram do Twin Obscenity no álbum For Blood Honour, lançado pela Century Media. O guitarrista J.P. tocou em uma banda com atuais membros do Theatre of Tragedy e do 122 Stab Wounds.

## Discos Editados
Em julho de 1998, o Myriads grava uma demo com quatro canções, intitulada In Spheres Without Time, no Mansion Studio, em Stavanger. A produção ficou a cargo de Øyvind Grødem. Esse CD demo teve suas vendas rapidamente esgotadas.
Em abril de 1999, Myriads assinou com a Napalm Records. Em junho do mesmo ano eles gravam o seu primeiro álbum também intitulado In Spheres Without Time no Mansion Studion, o estúdio em qual sua demo também foi gravada. O álbum foi produzido em conjunto pelo produtor Øyvind Grødem e pelo Myriads. O lançamento oficial ficou para 22 de novembro de 1999. Antes desse lançamento o Myriads fez uma série de shows junto com a banda Atrox, que se estendeu até abril de 2000.
Em março de 2001, o Myriads grava o seu segundo álbum, intitulado Introspection, gravado no Tico Tico Sudio (localizado na Finlândia), mas dessa vez a produção ficou por conta apenas da banda e foi mixado por Ahti Kortelainen e Alexander Twiss, no fim de agosto do mesmo ano. Introspection foi masterizado por Göran Finnberg.

## Presente
O Myriads continuou progredindo musicalmente, como se pôde em Introspection, com composições mais técnicas, rápidas e pesadas que o anterior. O grupo descreve suas canções como uma fusão entre o metal e a música clássica, contando também com elementos de folk e industrial. Suas letras, escritas por Alexander Twiss e Mona Undheim Skottene, contém elementos dramáticos e baseiam-se em psicologia, filosofia e sonhos.